# マルコム・スミス (アメリカンフットボール)
マルコム・サビエル・スミス（Malcolm Xavier Smith、1989年7月5日- ）はカリフォルニア州ロサンゼルス市ウッドランドヒルズ出身のアメリカンフットボール選手。ポジションはラインバッカー。

## 経歴

### プロ入り前

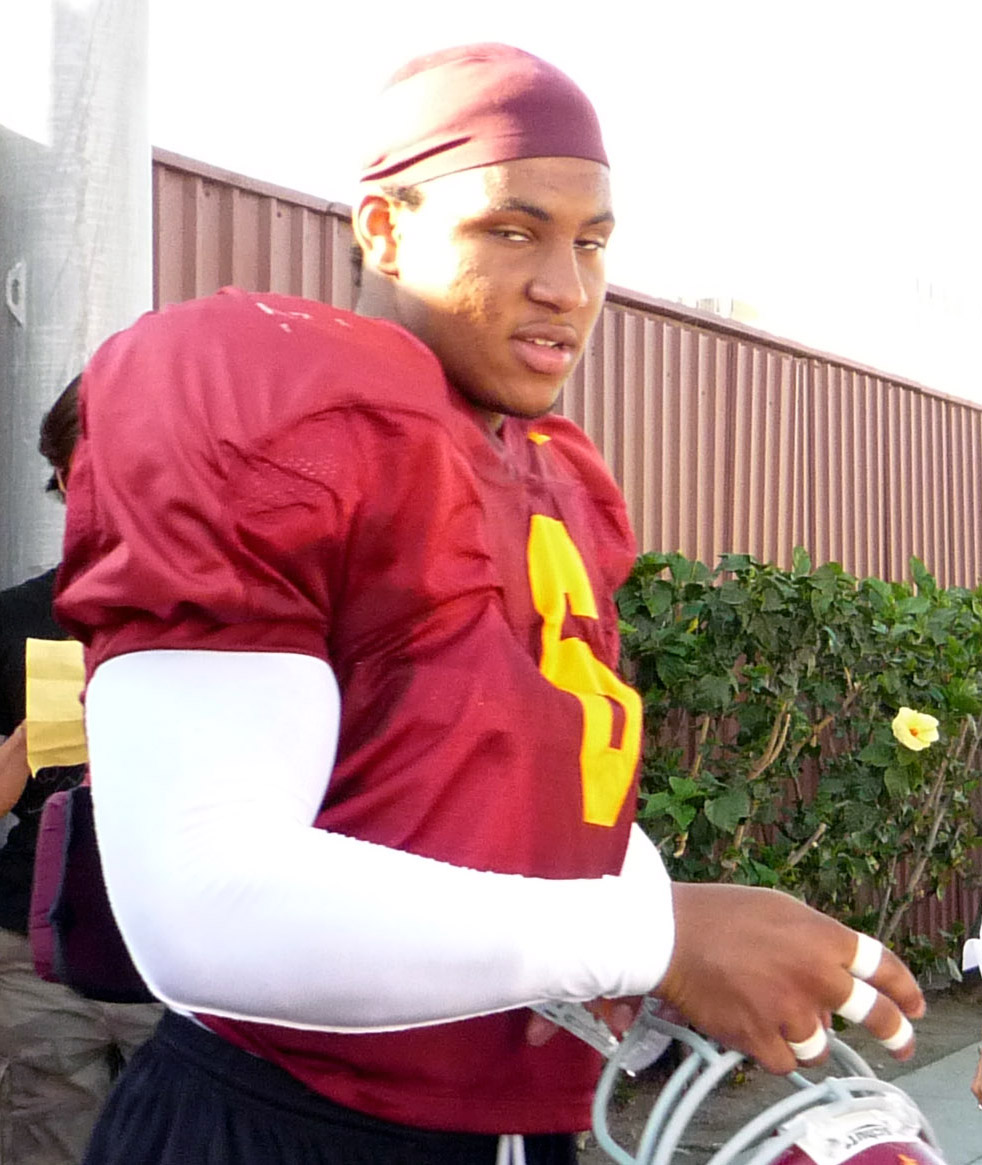
USC時代（2008年）

地元の高校で彼は最終学年にシーズン前半、足の怪我で欠場していたものの、ランニングバックとして118回のランで919ヤードを走り15タッチダウン、ラインバッカーとして31タックル、10サック、4ファンブルフォースの成績をあげた。
USCに進学した彼は、1年次の2007年には、スペシャルチーム及び控えラインバッカーとしてプレーし、6タックル、1ファンブルフォースをあげた。2年次の2008年もスペシャルチーム、控えラインバッカーとして13試合に出場し、18タックルをあげた。3年次の2009年にはライバル校のUCLA戦でチームトップの15タックルをあげるとともに、62ヤードのインターセプトリターンタッチダウンをあげて、その週の最優秀守備選手に選ばれた。

### シアトル・シーホークス

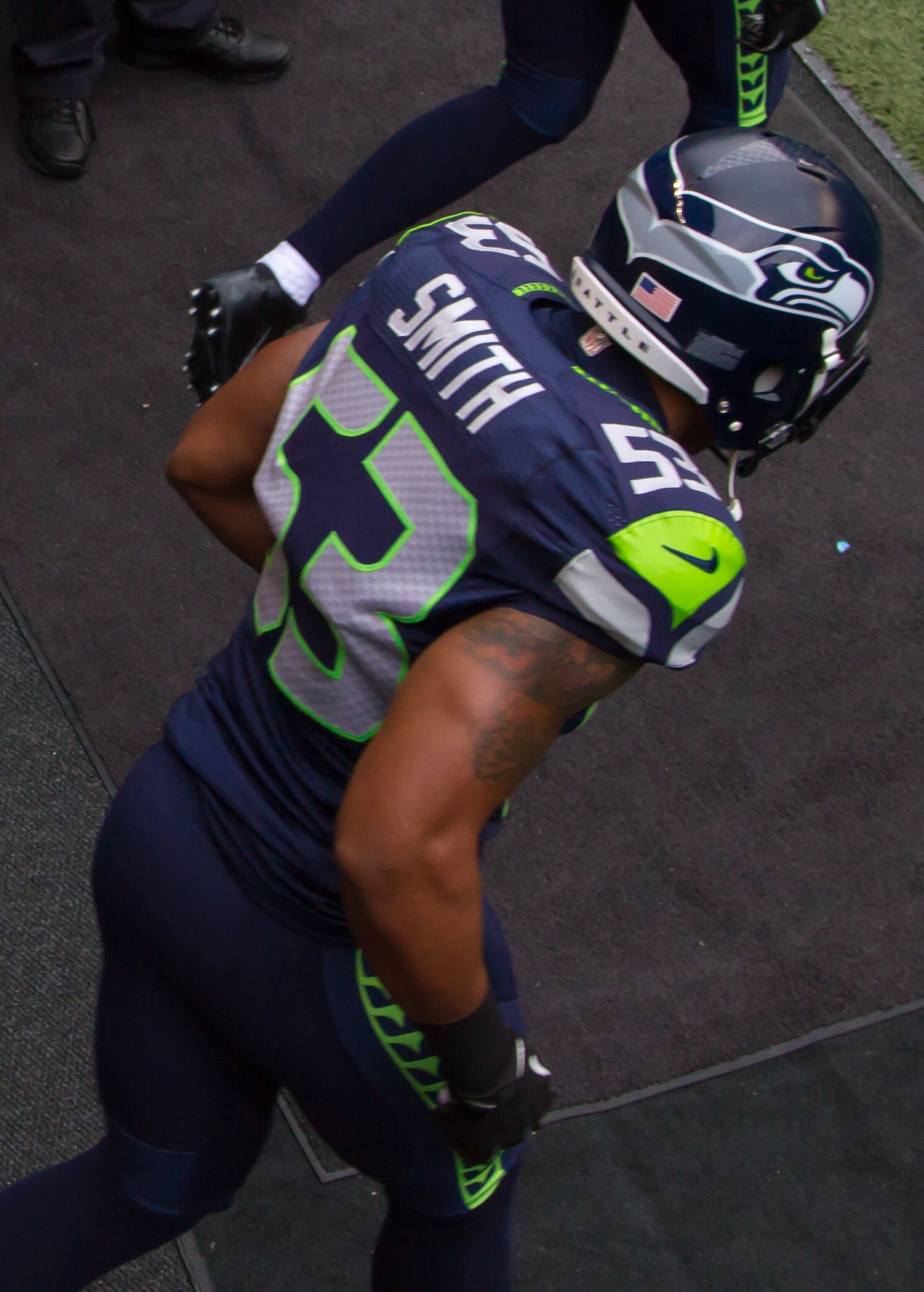
シーホークス時代（2013年）

2011年のNFLドラフト7巡でシアトル・シーホークスに指名された。
2012年12月9日のアリゾナ・カージナルス戦でパントリターナーのパトリック・ピーターソンがファンブルしたボールをエンドゾーンで拾ってタッチダウンをあげた。
2013年は、ブルース・アービンとアウトサイドラインバッカーのポジションを争った。サンフランシスコ・フォーティナイナーズとのNFCチャンピオンシップゲームで、コリン・キャパニックからエンドゾーン内のマイケル・クラブツリーに投げられ、リチャード・シャーマンがはじいたパスをインターセプト、チームはスーパーボウル出場を決めた。第48回スーパーボウルでは第2クォーターに69ヤードのインターセプトリターンタッチダウンを奪取し、第3クォーターにもファンブルリカバーを決めるなどして、守備選手としては11年ぶりとなるスーパーボウルMVPに選出された。
2014年は、先発5試合を含む14試合に出場し、33タックル（24ソロタックル）、2ファンブルフォースの成績を残した。

### オークランド・レイダース

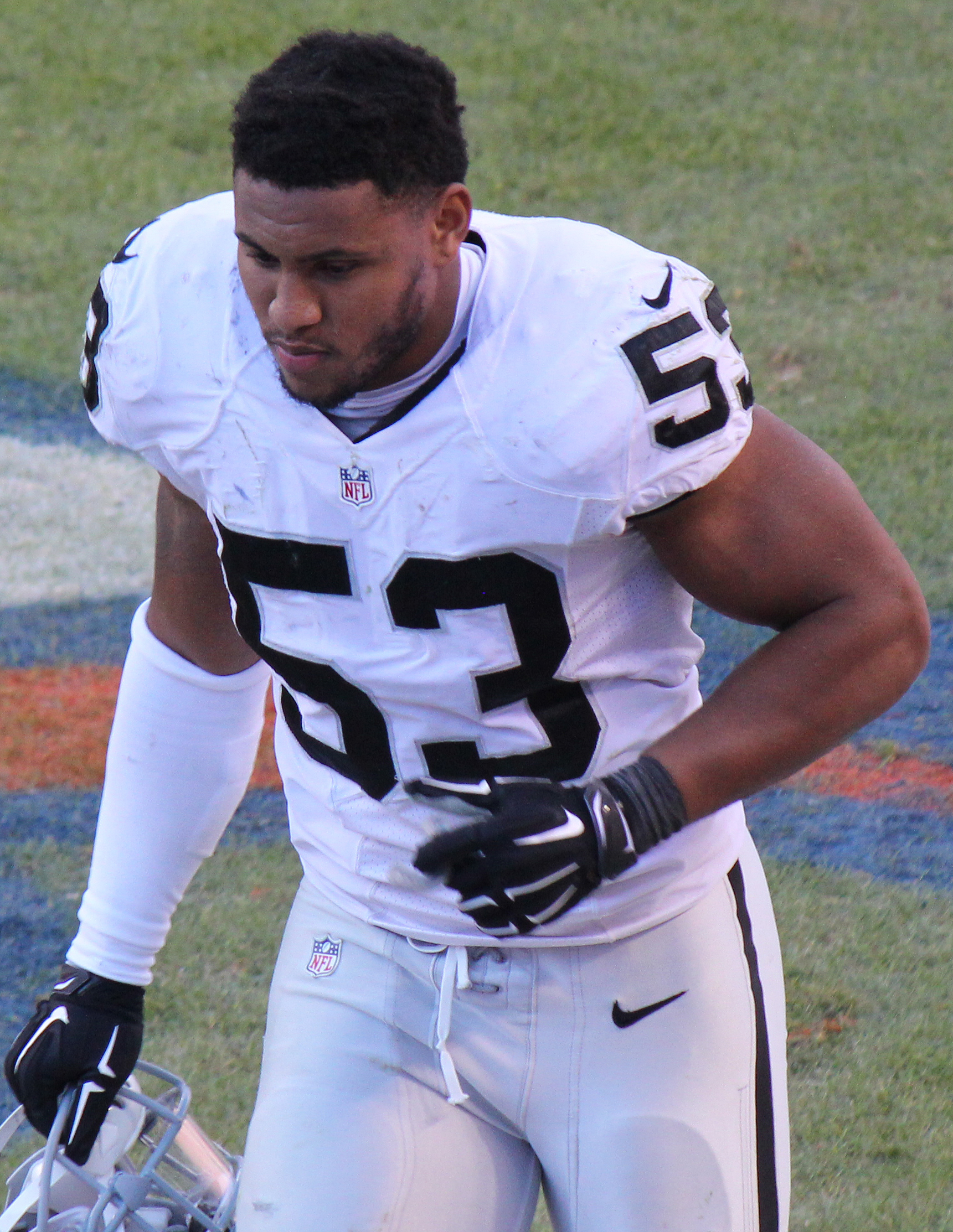
レイダース時代 （2015年）

2015年3月10日、オークランド・レイダースと2年700万ドルの契約を結んだ。レイダースのディフェンスコーディネーターはシーホークス時代にLBコーチとして指導を受けたケン・ノートン・ジュニアであった。この年彼は全16試合に先発出場した。

### サンフランシスコ・フォーティーナイナーズ
2017年3月9日、サンフランシスコ・フォーティナイナーズと5年2650万ドルの契約を結んだ。しかしトレーニングキャンプで胸筋を痛めてシーズンを棒に振った。
2019年8月27日、チームからリリースされた。

### ジャクソンビル・ジャガーズ
10月22日 ジャクソンビル・ジャガーズと契約した。しかし2試合に出場しただけで、11月5日に放出された。

### ダラス・カウボーイズ
12月17日にダラス・カウボーイズと契約した。

### クリーブランド・ブラウンズ
2020年8月23日にクリーブランド・ブラウンズと契約を結んだ。

## 人物
兄のスティーブ・スミスもUSCで2003年から2006年までプレーした後、ニューヨーク・ジャイアンツなどでプレーしたWRである。
食道の機能障害、アカラシアであり、2009年のローズボウルの頃、体重を減らした。当初診断を受けた際には、胃食道逆流症と判断され、その後の検査でアカラシアであることが判明した。彼は外科的治療を受けているが、食事を非常にゆっくり食べるように制限がなされている。

## 詳細情報

### 年度別成績

#### レギュラーシーズン
| 年度     | チーム   | 背 番 号 | 試合                   | 試合                   | タックル               | タックル               | タックル               | タックル               | タックル               | インターセプト         | インターセプト         | インターセプト         | インターセプト         | インターセプト         | インターセプト         | ファンブル             |
| 年度     | チーム   | 背 番 号 | 出場                   | 先発                   | 合計 回数              | 試行 回数              | アシ スト              | サック                 | セイフ ティ            | パス 防御              | パス Int               | リターン ヤード        | 平均 リターン ヤード   | 最長 リターン          | リターン TD            | ファンブル フォース    |
| -------- | -------- | -------- | ---------------------- | ---------------------- | ---------------------- | ---------------------- | ---------------------- | ---------------------- | ---------------------- | ---------------------- | ---------------------- | ---------------------- | ---------------------- | ---------------------- | ---------------------- | ---------------------- |
| 2011     | SEA      | 53       | 12                     | 0                      | 16                     | 10                     | 6                      | 1.0                    | --                     | 0                      | --                     | --                     | 0.0                    | --                     | --                     | 1                      |
| 2012     | SEA      | 53       | 16                     | 3                      | 22                     | 12                     | 10                     | 0.0                    | 0                      | 2                      | --                     | --                     | 0.0                    | --                     | --                     | 0                      |
| 2013     | SEA      | 53       | 15                     | 8                      | 54                     | 34                     | 20                     | 1.0                    | 0                      | 4                      | 2                      | 69                     | 34.5                   | 37T                    | 1                      | 1                      |
| 2014     | SEA      | 53       | 14                     | 5                      | 38                     | 28                     | 10                     | 0.0                    | --                     | 1                      | --                     | --                     | 0.0                    | --                     | --                     | 2                      |
| 2015     | OAK      | 53       | 16                     | 16                     | 122                    | 99                     | 23                     | 4.0                    | --                     | 6                      | 1                      | 27                     | 27.0                   | 27                     | 0                      | 2                      |
| 2016     | OAK      | 53       | 15                     | 14                     | 103                    | 86                     | 17                     | 0.0                    | --                     | 3                      | 1                      | 0                      | 0.0                    | 0                      | 0                      | 2                      |
| 2017     | SF       | 51       | 怪我のため試合出場なし | 怪我のため試合出場なし | 怪我のため試合出場なし | 怪我のため試合出場なし | 怪我のため試合出場なし | 怪我のため試合出場なし | 怪我のため試合出場なし | 怪我のため試合出場なし | 怪我のため試合出場なし | 怪我のため試合出場なし | 怪我のため試合出場なし | 怪我のため試合出場なし | 怪我のため試合出場なし | 怪我のため試合出場なし |
| 2018     | SF       | 51       | 12                     | 5                      | 35                     | 22                     | 13                     | 0.0                    | --                     | 1                      | --                     | --                     | 0.0                    | --                     | --                     | 0                      |
| 2019     | JAX      | 53       | 2                      | 0                      | 0                      | --                     | --                     | --                     | --                     | --                     | --                     | --                     | 0.0                    | --                     | --                     | --                     |
| 2019     | DAL      | 43       | 2                      | 1                      | 5                      | 4                      | 1                      | 0.0                    | --                     | 0                      | --                     | --                     | 0.0                    | --                     | --                     | 1                      |
| '19計    | DAL      | 43       | 4                      | 1                      | 5                      | 4                      | 1                      | 0.0                    | --                     | 0                      | --                     | --                     | 0.0                    | --                     | --                     | 1                      |
| NFL：5年 | NFL：5年 | NFL：5年 | 102                    | 52                     | 395                    | 295                    | 100                    | 6.0                    | 0                      | 17                     | 4                      | 96                     | 24.0                   | 37                     | 1                      | 9                      |

- 2019年度シーズン終了時
- 太字は自身最高記録

### ポストシーズン
| 年度 | チーム | 試合 | 試合 | タックル  | タックル  | タックル  | タックル | タックル    | インターセプト | インターセプト | インターセプト | インターセプト   | インターセプト | インターセプト | ファンブル    |
| 年度 | チーム | 出場 | 先発 | 合計 回数 | 試行 回数 | アシ スト | サック   | セイフ ティ | パス 防御      | パス Int       | 獲得 ヤード    | 平均 獲得 ヤード | 最長 リターン  | リターン TD    | ファン ブル数 |
| ---- | ------ | ---- | ---- | --------- | --------- | --------- | -------- | ----------- | -------------- | -------------- | -------------- | ---------------- | -------------- | -------------- | ------------- |
| 2012 | SEA    | 2    | 0    | --        | --        | --        | 0.0      | 0           | 0              | 0              | 0              | --               | 0              | 0              | 0             |
| 2013 | SEA    | 3    | 2    | --        | --        | --        | 0.0      | 0           | 2              | 2              | 69             | --               | 69             | 1              | 0             |
| 2014 | SEA    | 3    | 0    | --        | --        | --        | 0.0      | 0           | 0              | 0              | 0              | --               | 0              | 0              | 0             |
| 2016 | OAK    | 1    | 1    | --        | --        | --        | 0.0      | 0           | 2              | 0              | 0              | --               | 0              | 0              | 0             |
| 計   | 計     | 9    | 3    | --        | --        | --        | 0.0      | 0           | 4              | 2              | 69             | --               | 69             | 1              | 0             |

- 2019年度シーズン終了時
- 太字はスーパーボウル出場
- ■はスーパーボウル制覇